# Rock-'n-rolldans
Rock-'n-rolldansen zijn meestal snelle dansen op rock-'n-rollmuziek, ontstaan uit swingdansen toen rock-'n-roll de jazz verving als populaire muziek. In het stijldansen is de (daar als latindans opgenomen) jive een van deze dansen. Verder zijn onder andere boogiewoogie en acrobatisch rock-'n-roll rock-'n-rolldansen. In films als Grease en Footloose zijn deze dansen te zien.